# Le Cercle de feu (film, 1961)
Pour plus de détails, voir Fiche technique et Distribution.
Le Cercle de feu (titre original : Ring of Fire) est un film américain d'Andrew L. Stone sorti en 1961.

## Synopsis
Dans une petite ville située dans l'Oregon, trois jeunes délinquants, deux garçons et une fille, prennent le policier qui les avait arrêtés en otage. Réticents à l'idée de devoir le tuer, ils décident de l'utiliser comme guide dans la grande forêt. Mais un incendie se produit et les protagonistes se retrouvent piégés dans un cercle de feu...

## Fiche technique
- Titre original : Ring of Fire
- Réalisation et scénario : Andrew L. Stone
- Directeur de la photographie : William H. Clothier
- Montage : Virginia L. Stone
- Société de production : Metro-Goldwyn-Mayer
- Genre : Drame
- Pays de production:  États-Unis
- Durée : 90 minutes (1 h 30)
- Dates de sortie :
  - États-Unis : 13 mai 1961 (première à Olympia, Washington), 14 juin 1961
  - France : 6 juin 1962

## Distribution
- David Janssen (VF : Marc Cassot) : sergent Steve Walsh
- Joyce Taylor (VF : Michèle Montel) : Bobbie 'Skidoo' Adams
- Frank Gorshin (VF : Jacques Thébault) : Frank Henderson
- Joel Marston (VF : Michel Gudin) : le shérif adjoint Joe Pringle
- James Johnson (VF : Michel Cogoni) : Roy (Joe en VF) Anderson
- Ron Myron (VF : Jean-Henri Chambois) : le shérif Tom Niles
- Marshall Kent (VF : Jacques Deschamps) : l'autre shérif adjoint
- Doodles Weaver : M. Hobart (non crédité)